# Heleodromia irwini
Heleodromia irwini är en tvåvingeart som beskrevs av Wagner 1985. Heleodromia irwini ingår i släktet Heleodromia och familjen Brachystomatidae. Inga underarter finns listade i Catalogue of Life.